# Giuseppe Giovanni Battista Franzoni
Giuseppe Giovanni Battista Franzoni (* 12. März 1758 in Cevio; † 3. September 1817 in Locarno) war Statthalter der Landvogtei Maggiatal, Politiker und Präsident des Tessiner Appellationsgerichts.

## Leben
Er war der Sohn des Giovanni Giacomo Franzoni aus Locarno und der Teresa Castagna von Lugano. Er studierte in Lyon und Strassburg, wo er 1775 die militärische Akademie als Oberleutnant der Dragoner abschloss. 1775 kehrte er zur Verwaltung der Güter nach Cevio zurück. Von 1778 bis 1780 war er Statthalter der Landvogtei Maggiatal.
Im Jahr 1780 begann er sein Anwalts- und Notariatsstudium und zog 1781 nach Locarno. 1798 wurde er Vizepräfekt von Locarno und darauf Gouverneur des Maggiatals. 1800–1802 war er Präfekt des Kantons Lugano, danach helvetischer Senator und Präsident der kantonalen Tagsatzung.
Franzoni war Mitglied der Kommission für eine neue Verfassung des kantonalen Gerichts und Präsident des Verwaltungsgerichts. Von 1803 bis 1815 war er Tessiner Grossrat (Präsident 1806–1807, 1809, 1811–1812), 1805–1815 im Kleinen Rat (Präsident 1814) und 1816 Präsident des Tessiner Appellationsgerichts. Als überzeugter Republikaner trat er für den Anschluss des Kanton Tessins an die Schweiz ein.